# Miss Polski 2009
Miss Polski 2009 – dwudziesta gala konkursu Miss Polski, która odbyła się 4 września 2009 roku, po raz drugi w Amfiteatrze w Płocku. W konkursie wzięły udział 24 kandydatki wybrane w eliminacjach regionalnych konkursów Miss Polski.
Galę poprowadzili prezenterzy telewizyjni Maciej Dowbor, Krzysztof Ibisz oraz artysta kabaretowy Mariusz Kałamaga. Transmisję przeprowadziła telewizja Polsat. Podczas gali konkursowej wystąpili: Stachursky, Andrzej Cierniewski oraz zespół No Mercy.
Miss Polski 2009 została 21-letnia Miss Ziemi Pomorskiej 2009, pochodząca z Rumi – Anna Jamróz. Zwyciężczyni oprócz tytułu otrzymała w nagrodę samochód Ford Ka Grand Prix.

## Rezultat finałowy
| Rezultat         | Kandydatka |
| Miss Polski 2009 | - Anna Jamróz                                                                                                  |
| 1. wicemiss      | - Monika Lewczuk                                                                                               |
| 2. wicemiss      | - Anna Sakowicz                                                                                                |
| 3. wicemiss      | - Iwona Wyrzykowska                                                                                            |
| 4. wicemiss      | - Katarzyna Czerwińska                                                                                         |
| Top 10           | - Magdalena Bogusiewicz - Magdalena Krupa - Paulina Multon - Katarzyna Szymanowicz - Diana Tadjuideen-Pakulska |

### Wyróżnienia
| Wyróżnienie                  | Kandydatka          |
| Miss widzów telewizji Polsat | - Magdalena Krupa   |
| Miss Internetu               | - Iwona Wyrzykowska |

## Lista kandydatek
24 kandydatki konkursu Miss Polski 2009:
| Nr | Województwo         | Kandydatka                | Wiek | Wzrost | Miejscowość      |
| -- | ------------------- | ------------------------- | ---- | ------ | ---------------- |
| 1  | Łódzkie             | Magdalena Bogusiewicz     | 21   | 1.77   | Drzewica         |
| 2  | Kujawsko-pomorskie  | Katarzyna Czerwińska      | 18   | 1.75   | Toruń            |
| 3  | Dolnośląskie        | Monika Gawlicka           | 24   | 1.76   | Wrocław          |
| 4  | Dolnośląskie        | Ilona Gawlik              | 20   | 1.78   | Wrocław          |
| 5  | Pomorskie           | Anna Jamróz               | 21   | 1.79   | Rumia            |
| 6  | Kujawsko-pomorskie  | Marta Kiczor              | 18   | 1.75   | Toruń            |
| 7  | Lubuskie            | Dorota Korczak            | 20   | 1.75   | Siedlnica        |
| 8  | Śląskie             | Aleksandra Kot            | 18   | 1.74   | Bielsko-Biała    |
| 9  | Śląskie             | Magdalena Krupa           | 18   | 1.75   | Dąbrowa Górnicza |
| 10 | Mazowieckie         | Monika Lewczuk            | 21   | 1.75   | Płock            |
| 11 | Łódzkie             | Aleksandra Łuczak         | 20   | 1.80   | Uniejów          |
| 12 | Łódzkie             | Agnieszka Markiewicz      | 21   | 1.75   | Rawa Mazowiecka  |
| 13 | Mazowieckie         | Paulina Multon            | 20   | 1.77   | Płock            |
| 14 | Podlaskie           | Patrycja Murawska         | 19   | 1.75   | Bielsk Podlaski  |
| 15 | Wielkopolskie       | Malwina Nowak             | 19   | 1.73   | Chodzież         |
| 16 | Mazowieckie         | Milena Pabich             | 21   | 1.74   | Myszyniec        |
| 17 | Świętokrzyskie      | Nina Pieczaba             | 22   | 1.71   | Górno            |
| 18 | Świętokrzyskie      | Wioletta Piłat            | 19   | 1.71   | Tokarnia         |
| 19 | Warmińsko-mazurskie | Katarzyna Ryzińska        | 21   | 1.71   | Olsztyn          |
| 20 | Pomorskie           | Anna Sakowicz             | 19   | 1.74   | Słupsk           |
| 21 | Zachodniopomorskie  | Katarzyna Szymanowicz     | 19   | 1.76   | Świnoujście      |
| 22 | Wielkopolskie       | Diana Tadjuideen-Pakulska | 23   | 1.74   | Kalisz           |
| 23 | Łódzkie             | Iwona Wyrzykowska         | 18   | 1.71   | Łódź             |
| 24 | Pomorskie           | Justyna Żmijewska         | 22   | 1.75   | Malbork          |

## Jurorzy
- Gerhard Parzutka von Lipiński – prezes konkursu Miss Polski
- Klaudia Ungerman – Miss Polski 2008
- Edyta Herbuś – tancerka, aktorka
- Zygmunt Chajzer – prezenter telewizyjny
- Lech Daniłowicz – prezes i właściciel firmy Missland
- Rafał Kałuża – prezes firmy Powermed
- Przemysław Saleta – mistrz świata w kickboxingu
- Krzysztof Hołowczyc – kierowca rajdowy
- Maciej Rock – prezenter telewizyjny
- Marek Kubiczek – prezes firmy Powermed

## Międzynarodowe konkursy
| Kandydatka     | Konkurs                         | Rezultat           |
| -------------- | ------------------------------- | ------------------ |
| Anna Jamróz    | Miss World 2009                 | Top 16             |
| Anna Jamróz    | Miss Supranational 2010         | Top 15             |
| Anna Jamróz    | Miss Oriental Tourism 2012      | Top 12             |
| Monika Lewczuk | Miss Globe International 2009   | 1. wicemiss        |
| Monika Lewczuk | Miss Supranational 2011         | Miss Supranational |
| Anna Sakowicz  | Miss Tourism International 2009 | –                  |